# إذاعة القرآن الكريم (السعودية)
إذاعة القرآن الكريم من المملكة العربية السعودية بدأت إرسالها من مدينة الرياض في غرة شهر صفر من عام 1393هـ، تشكل تلاوة القرآن منها 75% من أوقات البث والباقي تهتم بعلوم القرآن والسنة النبوية والعلوم الدينية، وتبث على الموجة 100 FM في مدينة الرياض والموجة 91.5 FM في مكة المكرمة، وتبث أيضاً على الموجات المتوسطة والموجات القصيرة. ويشرف على برامج الإذاعة نخبة من المنتجين والمنفذين والمذيعين، وتعد برامجها من قبل أو تحت إشراف نخبة من أهل العلم والمشايخ وطلاب العلم الأكاديميين. ويمكن الوصول إلى الإذاعة عبر موقعها الرسمي إذاعة القرآن الكريم.
تبث الإذاعة برامجها على مدار الساعة، ما بين حلقات ومحاضرات ودروس وتلاوات، أو إعادة لما تم بثه بأوقاتٍ مدروسة ومرتبة بعناية.

## ترددات البث على الموجات الاذاعية
936 الموجة المتوسطة AM.
17615 الموجة القصيرة (عالمي) SW.
المدن والتردد
- الأفلاج 99.8
- الباحة 91.5
- الجبيل 95.3
- الحناكية 91.9
- الخرج 88.9
- الخرخير 9
- الخفجي 88.3
- الخماسين 93.7
- الدمام 90
- الدوادمي 94.8
- الرس 99.4
- الرياض 100
- الرين 88
- الزلفي 97.5
- السليل 92.6
- السودة 90.5
- الصمان 98
- الطائف 99.8
- العلا 90.5
- القريات 91.7
- القنفذه 88
- القويعيه 90
- الكامل 100.7
- المجمعة 92.7
- المدينة المنورة 96.8
- النماص 90.1
- الهفوف 90.4
- بريده 93.2
- بقعاء92.5
- بني عمرو 88.9
- بني مالك 92.4
- تبوك 91.6
- تثليث 92
- تمير 97
- تهامة قحطان 97.7
- تيماء 92.2
- جازان 91.9
- جبل خشب (جبة) 93.5
- جبل نهران 95.5
- جدة 89.9
- حائل 93.3
- حصاة قحطان (بني حويل) 92
- حفر الباطن 89.6
- حقل 94.7
- حوطة بني تميم 99
- رنيه 92.2
- سكاكا 101.1
- سميراء 92.8* شرم (نيوم) 90.2
- شروره 94.8
- شقراء 98.3
- شواق 90.6
- ضباء 92.6
- طبرجل 92.5
- ظهران الجنوب (جبل شثاث) 88.6
- عرعر 88.4
- عرفات 90.8
- قرية العلي 90.6
- مدينة الملك خالد العسكرية بحفر الباطن 90.9
- مسكه وضريه 90
- مكة المكرمة 91.5
- نجران 89.8
- يدمه وثار 96.2
- ينبع 90.9.

## بث على الأقمار الصناعية
تبث على قمر عرب سات ونايل سات وهوت بيرد.

## برامجها
بالإضافة إلى التلاوات القرانية التي تشغل الحيز الأكبر من برامج الإذاعة، تبث برامج أخرى منوعة مثل:
- نور على الدرب: وهو برنامج يومي يجيب فيه أصحاب الفضيلة العلماء عن أسئلة المستمعين، وهو من أشهر البرامج، حيث استضاف ويستضيف يومياً علماء أمثال الشيخ محمد بن صالح العثيمين والشيخ عبد العزيز بن باز والشيخ عبدالله بن غديان، ومفتي المملكة الشيخ عبد العزيز بن عبد الله آل الشيخ والشيخ عبد الكريم الخضير والشيخ أحمد بن علي مباركي والشيخ صالح الفوزان والشيخ صالح اللحيدان والشيخ عبد الله الركبان وغيرهم من العلماء.
- محاضرة الأسبوع: برنامج يأتي ظهيرة كل سبت، يعرض فيه للسادة المستمعين محاضرة مختارة من أحد المساجد أو المخيمات الدعوية أو الندوات.
- تفسير النبي صلى الله عليه وسلم وأصحابه للقرآن: برنامج يعده ويقدمه الشيخ الدكتور عبدالعزيز المقحم، يفسر فيه القرآن كما ورد عن النبي وأصحابه والتابعين، وأقوال أهل العلم في ذلك.
- بك أصبحنا: برنامج جديد عمره أقل من سنتين حاز على شهرة واسعة واستحسان الجمهور، يعرض صبيحة كل يوم عمل، ويحمل فقرات متعددة ومتنوعة وقضية متجددة يومياً أو أسبوعياً مع ضيف لمناقشتها، وعرض رسائل المتابعين وتعليقاتهم على الموضوع، وحالة الشوارع ومستوى الزحام في مدينة الرياض، وغيرها من الفقرات الشيقة والمفيدة برؤية إسلامية رائدة.
- بيوت مطمئنة: برنامج أسبوعي يأتي عصر كل ثلاثاء ويعاد ليل الخميس، يناقش فيه الدكتور عادل آل عبدالجبار قضية معينة مع ضيفه، والتي غالباً ما يكون لها صلة بالأسرة والشباب والتربية والحياة العائلية، مع مداخلات المتصلين أو استفساراتهم وحلها مع الضيف.
- ضيف وحوار.
- دروس من الحرمين الشريفين: حيث يعرض فيه دروساً مختارة من الحرمين الشريفين.
- ليالي رمضان: وهو برنامج جديد ابتدأ في رمضان 1431 هجري، ويحوي الكثير من الفقرات على غرار بك أصبحنا.
- الأمن في المجتمع المسلم.
- سؤال على الهاتف: وهو برنامج إفتاء يجيب فيه أصحاب الفضيلة على أسئلة المتصلين.
- الحوار: برنامج يعده ويقدمه الشيخ الدكتور محمد الحمد.
- نبي الرحمه: يعده ويقدمه الدكتور خالد بن عبد الرحمن بن حمد الشايع، الآمين العام المساعد للهيئة العالمية للتعريف بالرسول صلى الله عليه وسلم ونصرته .وعدد حلقاته152 حلقة، وقد كانت الحلقات ال 18 الأولى من البرنامج مركزة على نصرة رسول الله من الإساءات التي كانت متكررة في وقت بداية عرض البرنامج عام 1429 هجري .ثم بدأ بعدها مقدم البرنامج بشرح كتاب الفصول في سيرة الرسول لابن كثير.
- القصص الحق: من إعداد وتقديم الشيخ الدكتور خالد الشايع، يستعرض فيه قصص القرآن والأنبياء.
- قضايا تربوية: يقدمها الشيخ الدكتور علي الشبيلي.

وأيضاً من البرامج لعام 1431 هجري:
ندوة الإذاعة، من أحكام القرآن، خلق المسلم، مدارسات فقهية، الرحمة المهداة، صفات عباد الرحمن، الدين المعاملة، نظرات في علوم القرآن، فقه الأسرة، شكر النعم، قضايا فقهية، الكلمة الطيبة، شرح كتاب التجريد لصحيح البخاري، الدراسات القرآنية، الوسطية في ضوء القرآن، في رحاب القرآن، منابر الحق، قبسٌ من السنة، تلاوة وقراءات، توجيهات في أداء العبادات، من ذاكرة الإذاعة: من تقديم عبد الله بن إبراهيم الحنيشل، وهو برنامج أسبوعي يستعرض تلاوات وبرامج قديمة كانت تعرض سابقا في الإذاعة.
هذا بالإضافة للنقل الحي للصلوات من المسجد الحرام، ورفع الأذان مسجلاُ أو على الهواء من مسجد الإمام تركي بن عبد الله بالرياض ونشرات الأخبار وأذكار الصباح والمساء.

## وصلات خارجية
- المباشر البث المباشر للإذاعة من موقعها الرسمي.
- إذاعة القرآن الكريم  على فيسبوك.